# Geoffrey Cox (homme politique britannique)
Charles Geoffrey Cox (né le 30 avril 1960) est un homme politique britannique et un avocat, membre du parti conservateur. 

## Biographie
Il est né à Wroughton, village du Wiltshire le 30 avril 1960. Il fait ses études au King's College de Taunton, une école indépendante à Somerset. Il étudie ensuite le droit et les classiques au Downing College, à Cambridge. 

## Carrière juridique
Admis au barreau du Middle Temple en 1982, il commence à exercer la profession d'avocat et en 1992. Il a cofondé Thomas More Chambers, dont il a été le dirigeant. Il a été nommé Conseiller de la reine en 2003 . 
Pendant une partie de sa carrière d'avocat, il est conseiller permanent auprès du gouvernement de l'île Maurice, pays insulaire de l'océan Indien. Ses affaires portent notamment sur « la fraude civile et le recouvrement d'avoirs, le commerce, les droits de l'homme, la diffamation et la révision judiciaire ». Il comparaissait souvent en tant que conseil principal devant la Cour suprême du Royaume-Uni ou le Conseil privé, et était de plus en plus chargé de mener des actions commerciales et des arbitrages à l'étranger, notamment au sein du DIFC, de Maurice et des Îles Caïmans . 
Il plaide au pénal dans le procès de corruption de la ligne Jubilee ; représentant de Virendra Rastogi, propriétaire de RBG Resources et défendant avec succès Kingsman Darren Fallon du Queen's Lancashire Regiment, accusé de crime de guerre liés à la mort de Baha Mousa . Sa pratique a également inclus un large éventail d'affaires commerciales, de droits de l'homme et constitutionnelles à la fois au Royaume-Uni et à l'étranger. 
En 2014, il défend avec succès McKeeva Bush, ancien premier ministre (et actuel leader de l'opposition) des îles Caïmanes, de l'accusation de corruption et d'abus de pouvoir . En mars 2015, il défend également avec succès le rédacteur en chef adjoint de The Sun, Geoff Webster, dans le procès de quatre journalistes résultant de l' opération Elveden . Le jury devait décider à quel moment le comportement des personnes en procès pouvait être considéré comme une affaire criminelle plutôt que sérieuse. Même les avocats ont trouvé cela difficile à définir . Par la suite, il a publiquement critiqué le caractère vague de la loi et son utilisation disproportionnée qui avait conduit à la poursuite .

## Carrière parlementaire
Il est désigné candidat aux  élections générales britanniques de 2001 par les conservateurs de Torridge et West Devon mais est battu de peu aux par le libéral démocrate John Burnett, dont la majorité passe de 1 957 à 1 194 voix. 
Lors de l'élection générale de 2005, Cox bat le nouveau candidat libéral-démocrate, David Walter, avec une majorité de 3 236 voix. Il prononce son premier discours à la Chambre des communes le 28 juin 2005. 
Il est réélu député de Torridge et West Devon aux élections générales de 2015 avec une majorité considérablement accrue de 18 403 voix, soit 32,5%. Lors de l'élection de 2017, il a porté cette majorité de plus de 2000 voix à 20 686, soit 34,7%, soit la majorité la plus large dans le Devon et la Cornouailles.     
En février 2016, Cox déclare à la Chambre des communes qu'il avait conclu, après avoir examiné les propositions de renégociation publiées, que les arguments en faveur d'une sortie de l'UE étaient désormais accablants et qu'il voterait dans ce sens lors du prochain référendum. 
À la Chambre des communes, il siège aux comités spéciaux de l'environnement, de l'alimentation et des affaires rurales, des comités de normalisation et des privilèges .

### Procureur général
Le 9 juillet 2018, Theresa May le nomme Cox procureur général (le plus haut poste juridique du gouvernement) et succède à Jeremy Wright lors d'un remaniement ministériel motivé par les démissions de David Davis et Boris Johnson. 
Le 1er décembre 2018, le Sunday Times annonce la divulgation du contenu de la récente lettre de Geoffrey Cox aux ministres du Cabinet détaillant l'avis juridique du procureur général sur l'accord conclu par Theresa May avec le Brexit. Le journal a rapporté que son avis juridique déclare que le protocole de soutien de l'accord de retrait signifierait que le Royaume-Uni serait indéfiniment enfermé dans une union douanière avec l'UE si les négociations futures échouaient et que le seul moyen pour le Royaume-Uni de quitter le système de soutien serait la signature d'un futur accord. accord qui pourrait prendre plusieurs années à compléter. L'ancien secrétaire du Brexit, Dominic Raab et trois membres du Cabinet en activité ont confirment le contenu de la lettre au Sunday Times. 
En février 2019, Theresa May charge Cox de négocier les modifications à apporter au soutien de l'Irlande du Nord dans l'Accord de retrait du Royaume-Uni de l'Union européenne .

## Vie professionnelle hors du Parlement
Cox continue d'exercer la profession de conseiller de la reine tout en étant député . Selon le The Daily Telegraph, d'après les déclarations du registre des intérêts des membres, le travail extraparlementaire de Cox lui a rapporté 820 867 £ en 2014, soit 12 fois son salaire annuel de député, tandis que le temps total consacré à ce travail est qui a été enregistré en 2014 (bien que le registre indique que les heures ont été travaillées sur 3 ans) était de 1 954 heures . Selon le registre au 2 juillet 2018, ses gains extraparlementaires au cours des 12 mois allant de juillet 2017 à juin 2018 étaient de 487 043 £; le temps passé a totalisé 1 070 heures, ce qui équivaut à plus de six mois de travail, en supposant une semaine normale de 40 heures. 
Il défend son travail extérieur, soulignant que les députés de tous les partis ont exercé la profession de procureur au fil des ans et que le procureur général et le solliciteur général sont normalement choisis dans leurs rangs . Il fait valoir qu'il avait toujours été habitué aux longues heures; les semaines de 70 et 80 heures étaient plutôt normales au barreau et que le rapport Nolan concluait que le Parlement avait besoin de personnes possédant une expérience diversifiée . 
En 2016, le Comité des normes de la Chambre des communes - dont il était membre - conclut qu'il avait commis une infraction grave à une règle de la Chambre des communes, visant à rendre transparents les intérêts financiers d'un député, après avoir omis d'enregistrer 400 000 £ de gains extérieurs. (11 paiements) pour un travail légal dans la période autorisée de 28 jours. Les paiements ont été enregistrés tardivement, soit deux à sept mois après la date limite. Ill déclare qu'il avait omis de donner la priorité à la règle au milieu d'un programme politique et professionnel intense. Lors de la première inscription des paiements, en septembre 2015, il présente ses excuses au greffier pour son omission, se réfère au commissaire parlementaire et démissionne du comité. 
Le commissaire et le comité ont reconnu que les paiements n'avaient en réalité pas généré de conflits d'intérêts et que l'absence d'enregistrement des paiements dans un délai de 28 jours n'avait donc eu aucun effet concret. Alistair Graham, ancien président du Comité sur les normes dans la vie publique, a critiqué le manque de sanctions et a appelé à une réforme complète, tandis que Martin Bell a déclaré que le Comité sur les normes avait une longue tradition de sanctions légères, ce qui montre que la Chambre est incapable de se réguler. 
Le 9 juillet 2018, Cox cesse toute pratique privée lors de sa nomination au poste de procureur général.
Il retourne à cette activité après avoir quitté ses fonctions de procureur général en février 2020, pour une rémunération annuelle d'environ un million de livres. Il cumule son travail dans le secteur privé avec son activité de député.